# The Best of Clannad: In a Lifetime
The Best of Clannad: In a Lifetime — збірка найкращих хітів ірландського фолк-гурту Clannad. Вона містить два нових треки «Christmas Angels» і «What Will I Do», останній з яких є саундтреком до фільму Кевіна Костнера «Послання в пляшці».

## Чарти
| Чарт (2003)                  | Пікова позиція |
| ---------------------------- | -------------- |
| Чарт альбомів Великобританії | 23             |
| Голландський чарт альбомів   | 21             |

## Трек-лист
1. «In a Lifetime» (duet with Bono) 3:08
2. «Theme from Harry's Game» 2:30
3. «I Will Find You» 5:15
4. «What Will I Do» 5:30
5. «Almost Seems (Too Late to Turn)» 4:45
6. «Both Sides Now» (duet with Paul Young) 4:42
7. «Robin (The Hooded Man)» 2:51
8. «Newgrange» 4:04
9. «Of This Land» 4:44
10. «Something to Believe In» (duet with Bruce Hornsby)4:48
11. «Caisleán Óir» 2:08
12. «Trail of Tears» 5:15
13. «Rí na Cruinne» 4:00
14. «Buachaill Ón Éirne» 3:13
15. «Sirius» 5:35
16. «A Dream in the Night» 3:08
17. «Fadó» (with Ian Melrose — guitar) 5:18
18. «Christmas Angels» 4:16

## Бонусний диск «Clannad Chilled», обмежене видання
1. «Saltwater» — Chicane feat. Moya Brennan (Mothership Mix)
2. «Úirchill An Chreagáin»
3. «Croí Cróga»
4. «Na Laethe Bhí»
5. «Dobhar»
6. «Coinleach Glas An Fhómhair (Cantoma Mix)»
7. «Together We (Cantoma Mix)»
8. «Caisleán Óir (Planet Heaven Mix)»[2].